# Gestreepte todietiran
De gestreepte todietiran (Hemitriccus flammulatus) is een zangvogel uit de familie Tyrannidae (tirannen).

## Verspreiding en leefgebied
Deze soort komt voor in het zuidwesten van het Amazonegebied en telt twee ondersoorten:
- H. f. flammulatus: oostelijk Peru, zuidwestelijk Brazilië en noordwestelijk Bolivia.
- H. f. olivascens: oostelijk Bolivia.

## Status
De grootte van de populatie is niet gekwantificeerd maar de soort wordt omschreven als vrij algemeen maar met een versnipperde verspreiding. Op de Rode lijst van de IUCN heeft deze soort de status niet bedreigd.